# بيتر سيرافينوفيتش
بيتر سيرافينوفيتش (بالإنجليزية: Peter Serafinowicz)‏ (و. 1972  م) هو ممثل هزلي، ومؤدي أصوات، وكاتب سيناريو، وملحن، وكاتب، ومخرج أفلام، وممثل أفلام بريطاني، ولد في ليفربول.

## وصلات خارجية
- بيتر سيرافينوفيتش على موقع IMDb (الإنجليزية)
- بيتر سيرافينوفيتش على موقع ألو سيني (الفرنسية)
- بيتر سيرافينوفيتش على موقع ميوزك برينز (الإنجليزية)
- بيتر سيرافينوفيتش على موقع أول موفي (الإنجليزية)
- بيتر سيرافينوفيتش على موقع إن إن دي بي (الإنجليزية)
- بيتر سيرافينوفيتش على موقع أول ميوزيك (الإنجليزية)
- بيتر سيرافينوفيتش على موقع ديسكوغز (الإنجليزية)
- بيتر سيرافينوفيتش على موقع ديسكوغز (الإنجليزية)
- بيتر سيرافينوفيتش على موقع قاعدة بيانات الفيلم (الإنجليزية)
- بيتر سيرافينوفيتش على موقع كينوبويسك (الروسية)